# Björlings glaciär

Björlings glaciär är en glaciär i sydöstra kanten av Kebnekaisemassivet i Kiruna kommun. Den ligger på Kebnetjåkkas sluttningar nedanför Kebnekaises sydtopp. Dess tunga går ner mot Kitteldalen. Glaciären är ungefär 1,6 kvadratkilometer stor och har ett högsta djup på 225 meter.
Björlings glaciär är uppkallad efter Johan Alfred Björling, som den 19 juli 1889 tillsammans med Axel Hultman och en till kamrat besteg Sydtoppen via nuvarande Västra leden.